# Hywel ab Owain Gwynedd
Hywel ab Owain Gwynedd, född 1135, död 1170, var en walesisk regent. Han var kung av Gwynedd mellan 1170 och 1170.